# Darren Jensen
Pour les articles homonymes, voir Jensen.
Darren Aksel Jensen (né le 27 mai 1960 à Creston, dans la province de la Colombie-Britannique au Canada) est un joueur professionnel de hockey sur glace ayant évolué à la position de gardien de but.

## Carrière
Darren Jensen évolua durant quatre saisons pour les Fighting Sioux du Dakota du Nord, club universitaire faisant partie de la Western Collegiate Hockey Association, division de la NCAA. Au terme de sa première saison avec les Fighting Sioux, en 1980, il se voit être réclamé lors du repêchage annuel de la Ligue nationale de hockey par les Whalers de Hartford qui firent de lui leur choix de cinquième ronde.
Il poursuivit tout de même avec l'université du Dakota du Nord jusqu'en 1983, remportant au passage le championnat inter-universitaire de la NCAA en 1981-1982. N'ayant pas été en mesure de s'entendre avec les Whalers, c'est à titre d'agent libre qu'il rejoint les Komets de Fort Wayne de la ligue internationale de hockey pour la saison 1983-1984. Il rafle au terme de cette saison le trophée Garry-F.-Longman remis au meilleur joueur recrue ainsi que le trophée James-Gatschene remis au joueur par excellence de la saison régulière.
Ses résultats au cours de cette saison intéressent les Flyers de Philadelphie qui décident de lui offrir un contrat. Il rejoint alors pour la saison suivante leur club affilié dans la Ligue américaine de hockey, les Bears de Hershey. Il aura au cours de cette saison l'occasion de prendre part à son tout premier match en LNH, son seul cette année-là.
Après le décès tragique durant l'été 1985 du gardien Pelle Lindbergh ainsi qu'une blessure de Bob Froese survenu en novembre, il obtient un poste permanent avec le grand club. Remportant 15 de ses 29 départs avec les Flyers, il remporte avec Froese le trophée William-M.-Jennings remis aux gardiens de l'équipe ayant accordé le moins de buts en saison régulière.
Avant la date limite des transactions de 1986, les Flyers procèdent à un échange et obtiennent les services du vétéran gardien Glenn «Chico» Resch, Jensen est ainsi retourné aux Bears avec qui il atteindra la finale de la Coupe Calder. Avec l'émergence du jeune Ron Hextall en 1986-1987 Janssen poursuit avec Hershey pour une saison avant d'être échangé au Canucks de Vancouver en 1987 en retour notamment de Wendell Young.
Au terme de la saison 1988-1989, Darren Jesen annonce son retrait de la compétition.
De 2002 à 2004, il tient le rôle d'entraîneur des gardiens de buts et d'entraîneur-adjoint chez les Rockets de Kelowna de la Ligue de hockey de l'Ouest.

### Statistiques
| Saison     | Équipe                           | Ligue      |    | Saison régulière | Saison régulière | Saison régulière | Saison régulière | Saison régulière | Saison régulière | Saison régulière | Saison régulière | Saison régulière | Saison régulière |   | Séries éliminatoires | Séries éliminatoires | Séries éliminatoires | Séries éliminatoires | Séries éliminatoires | Séries éliminatoires | Séries éliminatoires | Séries éliminatoires | Séries éliminatoires |
| Saison     | Équipe                           | Ligue      | PJ | V                | D                | Pr/N             | Min              | BC               | Moy              | % Arr            | Bl               | Pun              | PJ               | V | D                    | Min                  | BC                   | Moy                  | % Arr                | Bl                   | Pun                  |                      |                      |
| 1979-1980  | Fighting Sioux du Dakota du Nord | WCHA       | 15 |                  |                  |                  |                  |                  | 2,22             |                  | 1                |                  |                  |   |                      |                      |                      |                      |                      |                      |                      |                      |                      |
| 1980-1981  | Fighting Sioux du Dakota du Nord | WCHA       | 25 |                  |                  |                  |                  |                  | 4,37             |                  | 0                |                  |                  |   |                      |                      |                      |                      |                      |                      |                      |                      |                      |
| 1981-1982  | Fighting Sioux du Dakota du Nord | WCHA       | 16 |                  |                  |                  |                  |                  | 2,97             |                  | 1                |                  |                  |   |                      |                      |                      |                      |                      |                      |                      |                      |                      |
| 1982-1983  | Fighting Sioux du Dakota du Nord | WCHA       | 16 |                  |                  |                  |                  |                  | 2,98             |                  | 0                |                  |                  |   |                      |                      |                      |                      |                      |                      |                      |                      |                      |
| 1983-1984  | Komets de Fort Wayne             | LIH        | 56 | 40               | 12               | 3                |                  |                  | 2,92             |                  | 4                |                  | 6                | 2 | 4                    |                      |                      | 3,52                 |                      | 0                    |                      |                      |                      |
| 1984-1985  | Flyers de Philadelphie           | LNH        | 1  | 0                | 1                | 0                |                  |                  | 7                | 76,7             | 0                |                  | -                | - | -                    | -                    | -                    | -                    | -                    | -                    | -                    |                      |                      |
| 1984-1985  | Bears de Hershey                 | LAH        | 39 | 12               | 20               | 6                |                  |                  | 3,98             |                  | 1                |                  | -                | - | -                    | -                    | -                    | -                    | -                    | -                    | -                    |                      |                      |
| 1985-1986  | Flyers de Philadelphie           | LNH        | 29 | 15               | 9                | 1                |                  |                  | 3,68             | 88,4             | 2                |                  | -                | - | -                    | -                    | -                    | -                    | -                    | -                    | -                    |                      |                      |
| 1985-1986  | Bears de Hershey                 | LAH        | 14 | 11               | 1                | 1                |                  |                  | 2,87             |                  | 1                |                  | 7                | 5 | 1                    |                      |                      | 3,12                 |                      | 0                    |                      |                      |                      |
| 1986-1987  | Bears de Hershey                 | LAH        | 60 | 26               | 26               | 0                |                  |                  | 3,76             |                  | 0                |                  | 4                | 1 | 2                    |                      |                      | 4,43                 |                      | 0                    |                      |                      |                      |
| 1987-1988  | Express de Fredericton           | LAH        | 42 | 18               | 19               | 4                |                  |                  | 3,86             |                  | 0                |                  | 12               | 7 | 5                    |                      |                      | 3,36                 |                      | 0                    |                      |                      |                      |
| 1988-1989  | Admirals de Milwaukee            | LIH        | 11 | 7                | 2                | 0                |                  |                  | 3,89             |                  | 0                |                  | -                | - | -                    | -                    | -                    | -                    | -                    | -                    | -                    |                      |                      |
| Totaux LNH | Totaux LNH                       | Totaux LNH | 30 | 15               | 10               | 1                |                  |                  | 3,81             |                  | 2                |                  | -                | - | -                    | -                    | -                    | -                    | -                    | -                    | -                    |                      |                      |

## Récompenses
- NCAA
  - Nommé dans l'équipe d'étoiles en 1982.
- Ligue internationale de hockey
  - Nommé dans la première équipe d'étoiles en 1984.
  - Trophée James-Norris en 1984.
  - Trophée Garry-F.-Longman en 1984.
  - Trophée James-Gatschene en 1984.
- Ligue nationale de hockey
  - Trophée William-M.-Jennings avec Bob Froese en 1986.

## Transactions
- 1er mai 1984 : signe à titre d'agent libre avec les Flyers de Philadelphie.
- 31 août 1987 : échangé par les Flyers avec Daryl Stanley aux Canucks de Vancouver en retour de Wendell Young et du choix de troisième tour des Canucks en 1990.